# Пферинг
Пферинг (њем. Pförring) град је у њемачкој савезној држави Баварска. Једно је од 30 општинских средишта округа Ајхштет. Према процјени из 2010. у граду је живјело 3.547 становника. Посједује регионалну шифру (AGS) 9176153.

## Географски и демографски подаци
Пферинг се налази у савезној држави Баварска у округу Ајхштет. Град се налази на надморској висини од 356 метара. Површина општине износи 43,5 km². У самом граду је, према процјени из 2010. године, живјело 3.547 становника. Просјечна густина становништва износи 81 становника/km².